# Йожен дьо Боарне
Йожен Роз дьо Боарне (на френски: Eugène Rose de Beauharnais, още Ойген или Евгений) принц на Френската империя, принц на Венеция, вицекрал на Италия, велик херцог на Франкфурт, херцог на Лойхтенберг и принц на Айхщет, е доведен син на Наполеон Бонапарт от първата му съпруга Жозефин дьо Боарне. Дивизионен генерал от френската армия, Йожен е провъзгласен за вицекрал на Италия по време на Наполеоновите войни.

## Произход
Йожен дьо Боарне е роден на 3 септември 1781 г. в Париж, Кралство Франция. Той е единствен син на виконт Александър дьо Боарне и съпругата му Жозефин Ташер дьо ла Пажери. Бащата на Йожен е генерал от революционната армия на Франция, който по времето на Якобинския терор е обвинен в измяна и е екзекутиран. След смъртта на баща му майката на Йожен се омъжва за Наполеон Бонапарт.

## Военна кариера
Бойното кръщене на Йожен е във Вандея, където се сражава при Киберон. По-късно участва в Италианската кампания на Наполеон от 1796 – 1797 и в Наполеоновия поход в Египет, където участва в обсадата на Акра (1799).
По време на консулството на Бонапарт Йожен е капитан на хусарите в консулската гвардия. По време на войната с Четвъртата коалиция Йожен командва френски войски в Италия, където търпи поражение от австрийците през 1809 г., а по-късно войските му участват в битката при Ваграм.
В руската кампания от 1812 г. частите на Йожен се сражават при Бородино и Малоярославец. След като Наполеон и Мюра напускат бойното поле, Йожен успешно връща частите си в Германия през 1813 г., където се бие при Лютцен. По-късно Наполеон го отзовава в Италия, където му поверява съпротивата срещу австрийците.
След абдикацията на Наполеон през 1814 г. по силата на договора от Фонтенбло Йожен се отказва от правата си в Италия срещу сумата от 5 млн. франка, които предава на тъста си, баварския крал. След това Йожен се оттегля в Мюнхен и по настояване на баварския крал той повече не се замесва със семейство Бонапарт и Франция.
Йожен дьо Боарне умира на 21 февруари 1824 г. на 42-годишна възраст.

## Статут и титли
На 14 юни 1804 г. Йожен дьо Боарне официално става член на френското императорско семейство и е обявен за принц на Френската империя. На 5 юни 1805 г. Наполен обявява Йожен за вицекрал на Кралство Италия.
Йожен дьо Боарне е осиновен от Наполеон на 12 януари 1806 г., но е изключен от линията на наследяване на императорската корона. През същата година на Йожен са признати наследствени права върху Италия, в случай че Наполеон няма мъжки наследник, и е обявен за принц на Венеция. През 1810 г. Наполеон провъзгласява Йожен и за велик херцог на Франкфурт.

## Фамилия
През 1806 г. Йожен дьо Боарне се жени за баварската принцеса Августа-Амалия – дъщеря на първия баварски крал Максимилиан I Йозеф, от когото Йожен получава херцогската титла на Лойхтенберг и администрирането на Айхщет. Йожен и Августа-Амалия имат седем деца:
- Жозефин (1807 – 1876), кралица на Швеция чрез брака си с крал Оскар II
- Евгения/Йожени Хортензия Августа Наполеон (1808 – 1847), омъжена на 22 май 1826 г. в Айхщет за княз Константин фон Хоенцолерн-Хехинген (1801 – 1869)
- Огюст (1810 – 18350), женен за португалската кралица Мария II да Глория
- Амели (1812 – 1873), императрица на Бразилия чрез брака си с император Педро I
- Теодолинда Луиза Йожени Августа Наполеон дьо Боарне (1814 – 1857)
- Каролина Клотилда дьо Боарне (1816)
- Максимилиан (1817 – 1852), женен за великата руска княгиня Мария Николаевна